# Ceriagrion katamborae
Ceriagrion katamborae – gatunek ważki z rodziny łątkowatych (Coenagrionidae).